# Gemerské Michalovce
Gemerské Michalovce (węg. Gömörmihályfalva) – wieś (obec) na Słowacji położona w kraju bańskobystrzyckim, w powiecie Rymawska Sobota. Pierwsze wzmianki o miejscowości pochodzą z roku 1413.
Według danych z dnia 31 grudnia 2012, wieś zamieszkiwało 96 osób, w tym 46 kobiet i 50 mężczyzn.
W 2001 roku pod względem narodowości i przynależności etnicznej 21,65% mieszkańców stanowili Słowacy, a 78,35% Węgrzy.
Ze względu na wyznawaną religię struktura mieszkańców kształtowała się w 2001 roku następująco:
- Katolicy rzymscy – 30,93%
- Ewangelicy – 1,03%
- Ateiści – 3,09%
- Nie podano – 1,03%